# Винний (фільм, 2021)
«Винний» (англ. The Guilty) — американський фільм в жанрі кримінального трилера, знятий Антуаном Фукуа за сценарієм Ніка Піццолатто. Стрічка є ремейком однойменного данського фільму 2018 року. У головних ролях — Джейк Джилленгол, Ітан Гоук, Райлі Кіо, Крістіна Відал, Елай Горі, Давайн Джой Рендольф, Пол Дано і Пітер Сарсґаард.
Світова прем'єра фільму відбулася 11 вересня 2021 року на Міжнародному кінофестивалі у Торонто. Картину випустили в обмежений прокат 24 вересня 2021 року, а 1 жовтня того ж року — на Netflix.

## Сюжет
Офіцер поліції Лос-Анджелеса Джо Бейлор працює в нічну зміну в кол-центрі 911, який перевантажений дзвінками, які пов'язані з великою лісовою пожежею в Голлівудських пагорбах. Джо очікує суду за невказаний інцидент, який трапився на зміні вісім місяців тому, і він сподівається повернутися до активної служби після судового засідання, яке відбудеться наступного дня. Джо відповідає на екстрені виклики, і в той же час його переслідує репортерка із газети «Лос-Анджелес Таймс», яка просить Джо розповісти його версію подій, через які буде суд.
Джо отримує дзвінок від молодої жінки на ім'я Емілі Лайтон, яка не може вільно говорити, але він здогадується, що її викрали, і вона знаходиться в машині з викрадачем. Джо дізнається, що вони в білому фургоні на автостраді, але викрадач починає щось підозрювати, і тому Емілі кладе трубку перед тим, як вона може надати будь-яку додаткову інформацію. Джо передає інформацію Дорожній поліції, але вони не можуть знайти фургон, про який так мало відомо.
Джо дзвонить на домашній телефон Емілі і говорить з її маленькою дочкою Еббі, яка розказує йому, що Емілі викрав її колишній чоловік Генрі Фішер. Джо вдається отримати номер телефону Генрі від Еббі, який він використовує для того, щоб отримати номерний знак фургона. Він телефонує в поліцію, щоб ті відправили патрульну машину, яка перевірить Еббі і її молодшого брата Олівера, а також просить обшукати квартиру Генрі, але на останнє прохання отримує відмову через відсутність ордера.
Джо телефонує своїй відчуженій дружині Джесс, з якою він розійшовся півроку тому, і просить поговорити з їх дочкою Пейдж, але остання спить, і тому Джесс просить його перестати дзвонити. Джо телефонує Генрі і каже, що знає, що Емілі знаходиться з ним, і вимагає сказати, куди вони прямують, але Генрі кладе трубку. Після цього Джо дзвонить своєму колишньому напарнику Ріку, який не на службі, і просить його перевірити дім Генрі. Рік повинен дати свідчення на завтрашньому суді Джо, і хвилюється, що все піде не так, оскільки з ним розмовляли федеральні агенти.
Джо отримує дзвінок від Еббі і каже їй відчинити двері двом офіцерам поліції. Один з офіцерів помічає, що Еббі закривавлена, після чого знаходить Олівера у спальні, який серйозно поранений або мертвий. Рік вламується в квартиру Генрі і знаходить багато листів і документів; Джо просить його почати шукати будь-яку інформацію, яка може допомогти їм з'ясувати, куди прямує Генрі. Після цього Джо телефонує Емілі і переконує її потягнути ручник фургона, що вона робить, але машина не розбивається. Генрі садить Емілі в задню частину фургона. Емілі запитує Джо, як справи в Олівера; вона розповідає, що в Олівера були «змії в животі», і що вона «витягнула їх». Коли Генрі зупиняє фургон і намагається витягнути Емілі з нього, вона б'є його цеглою і тікає.
Рік дзвонить Джо і каже, що знайшов документ в домі Генрі, який стосується психіатричного закладу в Сан-Бернардіно, де Емілі була пацієнткою. Джо телефонує Генрі і питає, де знаходиться Емілі, але той не знає. Генрі пояснює, що він відвозив Емілі назад в лікарню; вона тижнями не приймає ліки, тому що вони не можуть дозволити їх собі. Також він каже, що Емілі навіть не усвідомлює, що накоїла. Джо питає, чому він не подзвонив в поліцію, коли Емілі нашкодила Оліверу; Генрі пояснює, що він більше не довіряє системі, тому що ніхто не був готовий допомогти їм раніше.
Емілі телефонує Джо з естакади, і той припускає, що вона готується зістрибнути на смерть, зрозумівши, що накоїла. Джо відправляє Дорожню поліцію до неї, а сам намагається відволікти її; Джо розповідає, що вбив молодого хлопця, знаходячись на службі; коли Емілі питає чому, він спершу говорить, що не знає, а після цього зізнається, що хотів його покарати, оскільки був дуже злим, адже той «декого образив». Вона запитує, чи зробив він це через змій, і Джо погоджується. Він каже Емілі, що її сім'я все ще любить її; Емілі говорить, що вона «піде до Олівера» і кладе трубку. Джо думає, що вона зістрибнула на смерть, після чого дзвонить в Дорожню поліцію, яка повідомляє, що Емілі спустилася з естакади і перебуває з патрульними. Він також дізнається, що Олівер живий і знаходиться в реанімації.
В туалеті Джо дзвонить Ріку і просить його сказати правду в суді, знаючи, що в результаті він буде відправлений в тюрму. Джо також телефонує в «Лос-Анджелес Таймс», щоб розповісти репортерці всю правду. Під час фінальних титрів ЗМІ повідомляють, що Джо визнали винним в суді.

## Акторський склад і персонажі
- Джейк Джилленгол — Джо Бейлор
- Крістіна Відал — Деніз Вейд
- Адріан Мартінес — Менні

### Голоси
- Райлі Кіо — Емілі Лайтон
- Пітер Сарсґаард — Генрі Фішер
- Елай Горі — Рік
- Ітан Гоук — Білл Міллер
- Да'Він Джой Рендольф — диспетчер Дорожньої поліції Каліфорнії
- Крістіана Монтойя — Еббі
- Девід Кастанеда — Тім Джервасі
- Бо Напп — Дрю Неш
- Еді Паттерсон — Кетрін Гарбор
- Пол Дано — Меттью Фонтенот
- Джилліан Зінцер — Джесс Бейлор
- Білл Барр — чоловік, який дзвонив з нічного клубу
- Діллон Лейн — травмований велосипедист

## Виробництво
У грудні 2018 року стало відомо, що продюсерська компанія Джейка Джилленгола Nine Stories Productions і Bold Films придбали права на створення ремейка данського фільму «Винний». Джилленгол виступить продюсером стрічки, а також зіграє одну із ролей. У вересні 2020 року було оголошено, що Антуан Фукуа буде режисером і продюсером фільму, а Нік Піццолатто виступить сценаристом картини. Того ж місяця Netflix придбав права на фільм за 30 мільйонів доларів. У листопаді 2020 року Ітан Гоук, Пітер Сарсґаард, Райлі Кіо, Пол Дано, Байрон Бауерс, Давайн Джой Рендольф, Девід Кастанеда, Крістіна Відал, Адріан Мартінес, Білл Барр, Бо Напп і Еді Паттерсон приєдналися до акторського складу.

### Зйомки
Знімальний період розпочався в Лос-Анджелесі в листопаді 2020 року.

## Маркетинг
Офіційний тизер фільму вийшов 29 серпня 2021 року, а трейлер — 7 вересня того ж року.

## Випуск
Світова прем'єра фільму відбулася 11 вересня 2021 року на Міжнародному кінофестивалі у Торонто. Картину випустили в обмежений прокат 24 вересня 2021 року, а 1 жовтня того ж року — на Netflix.

## Сприйняття критиками
На сайті-агрегаторі рецензій Rotten Tomatoes картина має 71 % «свіжості» на основі 153-х рецензій із середнім рейтингом 6,50/10. Критичний консенсус сайту стверджує: «„Винний“ — це ще один американізований ремейк, затьмарений оригіналом, але його ідея достатньо міцна, щоб підтримати напружений, добре продуманий трилер». На Metacritic фільм отримав 63 бали зі 100 на основі 35-и рецензій від кінокритиків, що свідчить про «загалом позитивні рецензії».